# Équipe de République centrafricaine de football
Cet article traite de l'équipe masculine. Pour l'équipe féminine, voir Équipe de République centrafricaine féminine de football.
Maillots
L'équipe de République centrafricaine de football est constituée par une sélection des meilleurs joueurs centrafricains sous l'égide de la Fédération centrafricaine de football. L'équipe joue ses matchs au Complexe sportif Barthélemy Boganda.

## Histoire
Créée vers 1974, elle figure parmi les équipes africaines les moins connues et n'ayant participé à aucune phase finale de la Coupe d'Afrique, de la Coupe du monde ou du Championnat d'Afrique des nations. Elle figure longtemps parmi les équipes les plus faibles du continent avec comme seul exploit notable la victoire 4-1 contre le Tchad en 1999.
Elle commence à obtenir de bons résultats à partir des années 2010, sans toutefois réussir à se qualifier pour une phase finale continentale ou mondiale. En effet, lors des éliminatoires de la CAN 2012, elle s'impose à domicile face à l'Algérie (2-0), une équipe qui était présente à la Coupe du monde 2010. Lors des éliminatoires de la CAN 2013, elle signe un autre exploit avec une victoire qui a surpris toute l'Afrique, celle du 3-2 contre l'Égypte au Caire lors du 1er tour, neutralisant ensuite les Pharaons à domicile au match retour (1-1) pour se hisser au tour suivant, où elle est éliminée face au Burkina Faso (succès 1-0 à domicile, défaite 1-3 à l'extérieur).
Elle manque de peu de se qualifier pour la Coupe d'Afrique des nations 2023, ce qui aurait représenté sa première participation à l'épreuve continentale suprême. Tombée dans le groupe E, elle finit 3e de son groupe avec 7 points, 2 unités derrière la 2e place qualificative occupée par l'Angola. Le 17 juin 2023, la République centrafricaine avait besoin d'une victoire à domicile contre l'Angola lors de la cinquième journée des qualifications pour assurer sa première participation à la Coupe d'Afrique des Nations ; cependant, le match s'est soldé par une défaite 2-1 et une rétrogradation à la troisième place. Lors du dernier match de la phase de groupe, l'équipe nationale s'est inclinée 2-1 à l'extérieur contre le Ghana, malgré une avance de 1-0, ce qui a mis fin à ses derniers espoirs de qualification.
La meilleure place de l'équipe au classement FIFA fut une 49e position qu'elle occupa en octobre 2012.

## Infrastructures

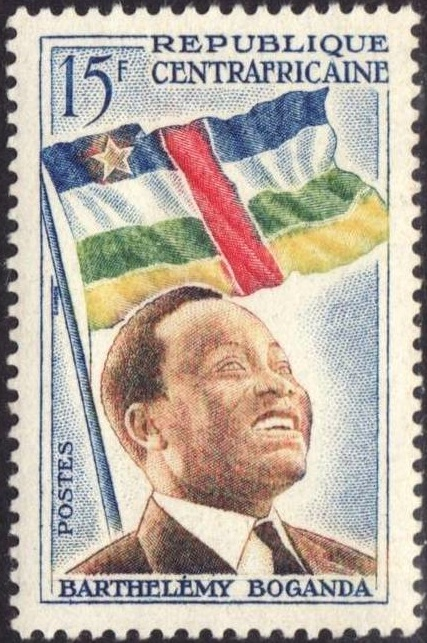
Le stade des Fauves du Bas-Oubangui porte le nom du père de l'indépendance, Barthélémy Boganda (ici un timbre centrafricain de 1959).

La République centrafricaine joue ses matchs à domicile dans le Complexe sportif Barthélemy Boganda, dans le quartier SICA-Assana, dans le deuxième arrondissement de Bangui (Balabala Ôta en sango), près de l'Université de Bangui. Le Complexe est nommé en l'honneur de Barthélémy Boganda, le père de l'indépendance du pays. Construit en 2003, il est terminé en juin 2006 et possède une capacité d'environ 20000 à 22000 places.

## Palmarès
Le tableau suivant résume le palmarès de la sélection centrafricaine en compétitions officielles. Il se compose d'un seul et unique titre, la Coupe de la CEMAC 2009.
| Tournois régionaux | Tournois amicaux                                |
| --- | ----------------------------------------------- |
| - Coupe d'Afrique centrale - 2e : 1972 - Coupe de l'UDEAC (7 participations) : - Finaliste : 1989 - Coupe UNIFFAC des nations - 2e : 1999 - Coupe de la CEMAC (9 participations) : - Vainqueur : 2009 - Finaliste : 2003 et 2013 - 3e : 2008 et 2010 | - Coupe des Tropiques : - Demi-finaliste : 1962 |

### Parcours enCoupe du monde

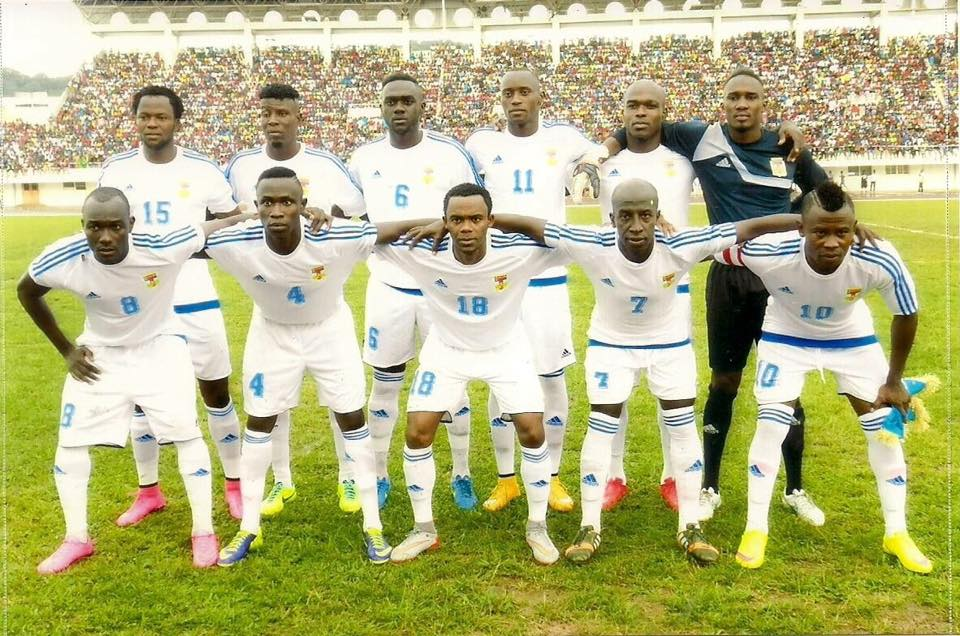
L’équipe de Centrafrique contre Madagascar (0-3) le 10 octobre 2015, dans le cadre des éliminatoires 2018 de la Coupe du monde.

| Année | Position    |      | Année                     | Position |                   | Année | Position |
| 1930  | Non inscrit | 1970 | Non inscrit               | 2002     | Tour préliminaire |       |          |
| 1934  | Non inscrit | 1974 | Non inscrit               | 2006     | Forfait           |       |          |
| 1938  | Non inscrit | 1978 | Non inscrit               | 2010     | Forfait           |       |          |
| 1950  | Non inscrit | 1982 | Exclue des qualifications | 2014     | Tour préliminaire |       |          |
| 1954  | Non inscrit | 1986 | Non inscrit               | 2018     | Tour préliminaire |       |          |
| 1958  | Non inscrit | 1990 | Non inscrit               | 2022     | Tour préliminaire |       |          |
| 1962  | Non inscrit | 1994 | Non inscrit               | 2026     | À venir           |       |          |
| 1966  | Non inscrit | 1998 | Non inscrit               |          |                   |       |          |

### Parcours enCoupe d'Afrique

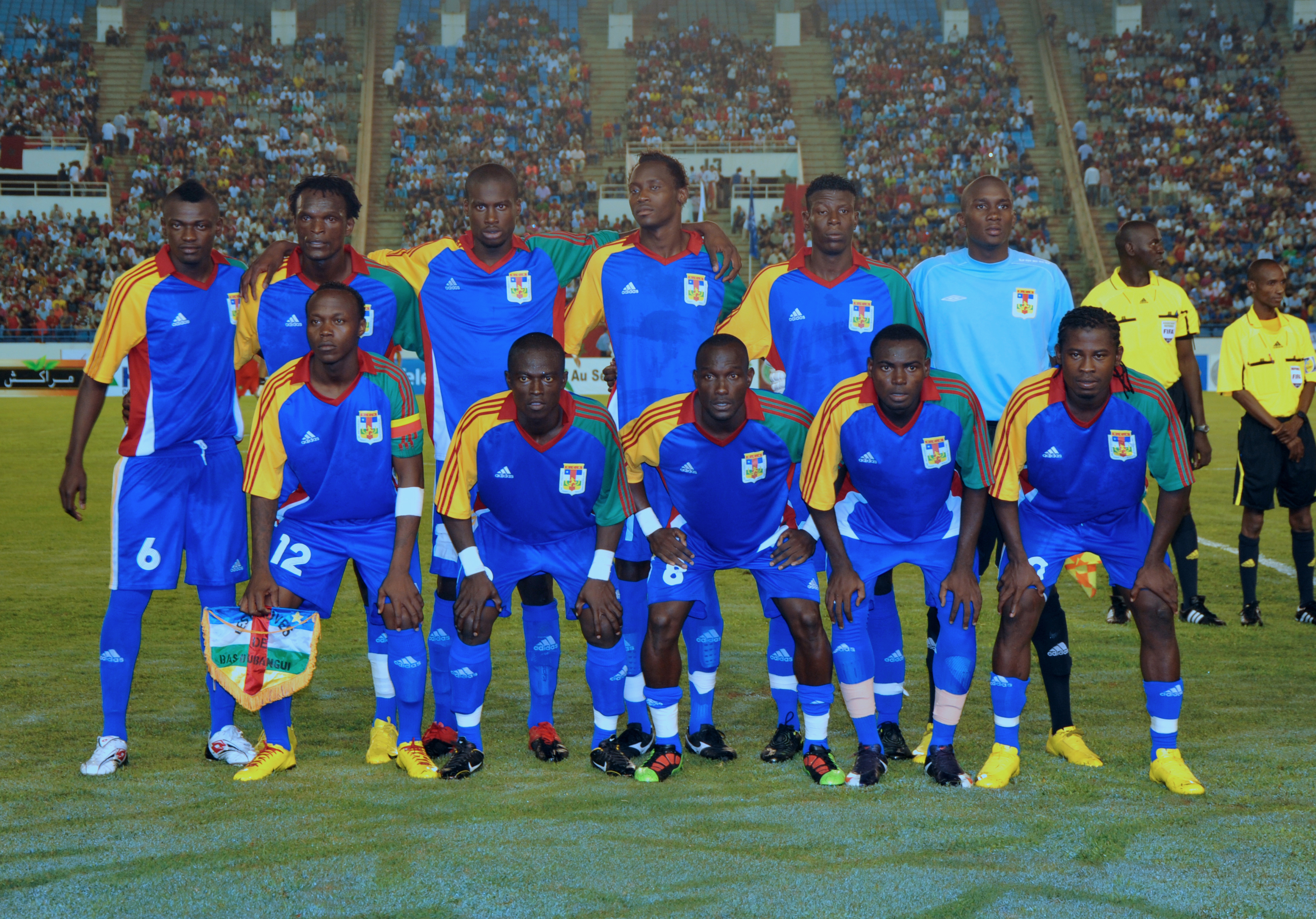
L'équipe de Centrafrique contre le Maroc (0-0) le 4 septembre 2010, dans le cadre des éliminatoires de la CAN 2012.

| Année | Position     |      | Année             | Position |                   | Année | Position |
| 1957  | Non inscrit  | 1982 | Non inscrit       | 2006     | Forfait           |       |          |
| 1959  | Non inscrit  | 1984 | Non inscrit       | 2008     | Non inscrit       |       |          |
| 1962  | Non inscrit  | 1986 | Non inscrit       | 2010     | Non inscrit       |       |          |
| 1963  | Non inscrit  | 1988 | Tour préliminaire | 2012     | Tour préliminaire |       |          |
| 1965  | Non inscrit  | 1990 | Non inscrit       | 2013     | Tour préliminaire |       |          |
| 1968  | Non inscrit  | 1992 | Non inscrit       | 2015     | Tour préliminaire |       |          |
| 1970  | Non inscrit  | 1994 | Non inscrit       | 2017     | Tour préliminaire |       |          |
| 1972  | Non inscrit  | 1996 | Forfait           | 2019     | Non inscrit       |       |          |
| 1974  | Disqualifiée | 1998 | Disqualifiée      | 2021     | Tour préliminaire |       |          |
| 1976  | Forfait      | 2000 | Non inscrit       | 2023     | Tour préliminaire |       |          |
| 1978  | Non inscrit  | 2002 | Tour préliminaire | 2025     | À venir           |       |          |
| 1980  | Non inscrit  | 2004 | Tour préliminaire | 2027     | À venir           |       |          |

### Parcours enChampionnat d'Afrique
Depuis la création de cette compétition, les Fauves du Bas-Oubangui n'ont jamais réussi à se qualifier pour la compétition finale. Ils ont dû à plusieurs reprises déclarer forfait en 2009, en 2014 et en 2016 et n'ont pas participé aux éliminatoires de 2011. Pour l'édition de 2018, ils ont été exclus par la CAF à la suite du forfait de 2016.
| Année | Position     | Année | Position | Année | Position     |
| ----- | ------------ | ----- | -------- | ----- | ------------ |
| 2009  | Forfait      | 2014  | Forfait  | 2018  | Non inscrite |
| 2011  | Non inscrite | 2016  | Forfait  |       |              |

### Parcours dans diverses compétitions africaines
| Année                                         | Position          |
| --------------------------------------------- | ----------------- |
| Jeux sportifs de la Communauté française 1960 | 1er tour          |
| Jeux de l'Amitié 1961                         | 1er tour          |
| Coupe des Tropiques 1962                      | Demi-finaliste    |
| Coupe des Tropiques 1964                      | 5e place          |
| Jeux africains 1965                           | Tour préliminaire |
| Jeux africains 1973                           | Tour préliminaire |
| Jeux africains 1978                           | Forfait           |
| Jeux africains 1987                           | Non inscrite      |

### Parcours dans les compétitions d'Afrique centrale
Comme la République centrafricaine se situe en Afrique centrale et membre de la confédération régionale africaine nommée Union des Fédérations de Football de l'Afrique Centrale UNIFFAC, elle participe aux tournois organisés par cette dernière.
Les Jeux d'Afrique centrale (ancêtre des compétitions de l'UNIFFAC) en 1972 et en 1976 permettent d’obtenir un fait d'armes, à savoir une deuxième place en 1972.
Les Fauves du Bas-Oubangui atteignent pour la première fois dans la Coupe de l'UDEAC en 1989, battus par le Cameroun, après deux quatrièmes places en 1984 et en 1988.
Puis ils terminent une nouvelle fois deuxièmes lors de la Coupe UNIFFAC des nations en 1999, battant facilement le Tchad 4-1 et Sao Tomé-et-Principe 3-0 durant leur parcours.
Enfin avec la Coupe de la CEMAC, ils réussissent, après une première finale perdue en 2003, à remporter leur premier et unique trophée de leur histoire en 2009,, en battant en finale la Guinée équatoriale.
| Année | Position |      | Année     | Position |           | Année | Position  |      | Année     | Position |  | Année | Position |
| 1972  | 2e       | 1986 | 1er tour  | 1990     | 5e        | 2006  | 1er tour  | 2010 | 3e        |          |  |       |          |
| 1976  | 4e       | 1987 | 1er tour  | 1999     | 2e        | 2007  | 4e        | 2013 | Finaliste |          |  |       |          |
| 1984  | 4e       | 1988 | 4e        | 2003     | Finaliste | 2008  | 3e        | 2014 | 1er tour  |          |  |       |          |
| 1985  | 1er tour | 1989 | Finaliste | 2005     | 1er tour  | 2009  | Vainqueur |      |           |          |  |       |          |

## Personnalités

### Sélectionneurs
- Guennadi Rogov : 1973-1976
- Manfred Steves : 1986-1990
- Etienne Momokoamas : 2004-2006
- Jules Accorsi : 2010-22 mai 2012
- Hervé Lougoundji : mai 2012-juin 2014
- Raoul Savoy : 24 août 2014- mai 2015
- / Blaise Kopogo : juin 2015
- Raoul Savoy : avril 2017-avril 2019
- Bruce Abdoulaye : depuis avril 2019

- Hervé Lougoundji : mai-juin 2016 (intérim puis titulaire)
- François Zahoui : 2019-2021
- Raoul Savoy : 2021-2024
- Éloge Enza-Yamissi[13] : 2024 (intérim)
- Rigobert Song[14] : 2025-

### Effectif actuel
Le tableau suivant dresse la liste des joueurs sélectionnés pour les éliminatoires de la Coupe du monde 2026 contre le Mali en mars 2025.

## Statistiques

### Nations rencontrées
Du fait de sa situation géographique, la République centrafricaine a essentiellement affronté des équipes africaines, à l'exception d'une sélection de l'UEFA en août 2011, à savoir Malte, l'espace d'un match, au Ta' Qali Stadium à Ta'Qali, se soldant par une défaite deux buts à un, ; ainsi d'1 sélection asiatique et d'1 sélection océanienne, respectivement le Bhoutan et la Papouasie-Nouvelle-Guinée, à l'occasion des 2024 FIFA World Series disputés sur terrain neutre au Sri Lanka les 22 et 25 mars 2024. Face au Bhoutan, la Centrafrique a signé la plus large victoire de son histoire (6-0) puis a battu 3 jours plus tard les Océaniens sans difficulté (4-0).

### Classement FIFA
| Année              | 1993 | 1994 | 1995 | 1996 | 1997 | 1998 | 1999 | 2000 | 2001 | 2002 | 2003 | 2004 | 2005 | 2006 | 2007 | 2008 | 2009 | 2010 | 2011 | 2012 | 2013 | 2014 | 2015 | 2016 | 2017 | 2018 | 2019 | 2020 | 2021 | 2022 | 2023 |
| ------------------ | ---- | ---- | ---- | ---- | ---- | ---- | ---- | ---- | ---- | ---- | ---- | ---- | ---- | ---- | ---- | ---- | ---- | ---- | ---- | ---- | ---- | ---- | ---- | ---- | ---- | ---- | ---- | ---- | ---- | ---- | ---- |
| Classement mondial | 157  | 174  | 180  | 183  | 188  | 192  | 175  | 176  | 182  | 179  | 177  | 180  | 183  | 179  | 182  | 199  | 200  | 111  | 129  | 52   | 106  | 145  | 113  | 104  | 122  | 112  | ?    | ?    | ?    | ?    | 131  |